# Andrzej Grzebyk
Andrzej Grzebyk (ur. 25 listopada 1990 w Rzeszowie) – polski zawodnik mieszanych sztuk walki (MMA). Były podwójny mistrz organizacji FEN w wadze średniej i półśredniej. Aktualnie związany z organizacją KSW, w której zajmuje 1. miejsce w oficjalnym rankingu wagi półśredniej.

## Kariera MMA

### Początki w FEN i walka dla Celtic Gladiator
6 czerwca 2015 prezes zarządu FEN-u Paweł Jóźwiak ogłosił, że Grzebyk podpisał kontrakt z organizacją Fight Exclusive Night. W pierwszej walce dla tej organizacji wystąpił na gali FEN 9, która odbyła się 7 listopada 2015 we wrocławskiej hali Orbita. Jego rywalem został niepokonany Włoch, Alessio Di Chirico. Reprezentant Włoch pod koniec drugiej rundy miał szansę skończenia walki przed czasem, jednak ostatecznie wygrał z Grzebykiem przez jednogłośną decyzję.
Po prawie rocznej przerwie, 15 października 2016 w katowickim Spodku stoczył drugą walkę dla FEN. W walce na gali FEN 14: Silesian Rage zmierzył się z Białorusinem, Aleksiejem Riepałowem. W pierwszej rundzie Grzebyk okopał wykroczną nogę rywala, który w przerwie zrezygnował z dalszej walki.
26 listopada 2016 stoczył jednorazową walkę dla irlandzkiej organizacji Celtic Gladiator. Na Celtic Gladiator 11 zmierzył się z austriakiem, Florianem Harringerem, trenującym w irlandzkim klubie Ryoshin MMA Ireland. Zwyciężył przez techniczny nokaut w pierwszej rundzie.

### Dalsze walki w FEN i walka dla XFN
12 sierpnia 2017 na FEN 18: Summer Edition stanął naprzeciw Marcina Naruszczki. Po trzech rundach batalii werdyktem jednogłośnym zwyciężył rzeszowianin. Po walce dziennikarz portalu mma.pl przekazał, że na afterparty Naruszczka prowokował Grzebyka, żądając „dogrywki” i chciał go zaatakować. Triumfator starcia był jednak opanowany i nie dał się wciągnąć w kłótnię.
Powrót do oktagonu FEN zaliczył po siedmiu miesiącach przerwy. Na gali FEN 20: Next Level, która 10 marca 2018 odbyła się w warszawskiej hali Torwar doszło do jego walki z niepokonanym Anatołyjem Łytwynowem. Grzebyk nie dał najmniejszych szans rywalowi, technicznie nokautując go w pierwszej rundzie.
Ponad dwa miesiące później, w walce wieczoru gali FEN 21: Grzebyk vs. Vieira przystąpił do walki pas mistrzowski w kategorii średniej, konfrontując się z Brazylijczykiem Thiago Vieirą. Po szalonym pojedynku stał się nowym mistrzem pokonując rywala przez techniczny nokaut na dwie sekundy przed końcem trzeciej rundy.
Prawie pół roku później zawalczył na gali XFN 14 w Bratysławie. Jego rywalem na tym wydarzeniu był Ukrainiec, Vasily Novikov. Zwyciężył przez techniczny nokaut w pierwszej rundzie, notując szóstą wygraną z rzędu.

### KSW
W maju 2020 podpisał kontrakt z najlepszą polską organizacją Konfrontacją Sztuk Walki. Debiut dla nowego pracodawcy odbył w lipcu tego samego roku na KSW 53, konfrontując się z innym nowym nabytkiem, Tomaszem Jakubcem. Walka zakończyła się w drugiej rundzie przez zwycięstwo Grzebyka technicznym nokautem w 15 sekundzie walki.
Drugą walkę dla polskiego giganta stoczył podczas wydarzenia KSW 56 (14 listopada 2020). Grzebyk na początku starcia z Litwinem – Mariusem Žaromskisem odniósł kontuzję złamania nogi po niskim wyprowadzonym kopnięciu, w związku z czym prawie całą rundę walczył z tym urazem, na 2 sekundy przed końcem pierwszej odsłony sędzia główny przerwał tę walkę, przyznając zwycięstwo Litwinowi. Na kartach w punktowych pierwszą rundę zwyciężył przegrany Grzebyk, który będąc w parterze z dolnej pozycji zadał więcej ciosów i kopnięć niż rywal.
Po nieco ponad 8 miesiącach na gali KSW 62 (17 lipca 2021) doszło do rewanżowego starcia z Mariusem Žaromskisem. Grzebyk już w pierwszej rundzie znokautował Litwina, trafiając go mocnym prawym prostym, a następnie kilkoma ciosami, po których sędzia ringowy przerwał tę walkę. Po walce został nagrodzony bonusem za nokaut wieczoru.
26 lutego 2022 podczas gali KSW 67 przegrał przez poddanie w drugiej rundzie z niepokonanym Adrianem Bartosińskim.
Pięć miesięcy później (23 lipca 2022) zawalczył w głównej walce wieczoru gali KSW 72 w Kielcach, gdzie zmierzył się z Tomaszem Romanowskim. Walkę przegrał przez techniczny nokaut w pierwszej rundzie, dostając mocny lewy sierpowy od rywala, po czym upadł zamroczony, a następnie szybko w tempo Romanowski zasypał go dodatkowymi ciosami.
Na gali XTB KSW 77, która rozegrała się 17 grudnia 2022 w Arenie Gliwice miał pierwotnie zawalczyć z Norwegiem, Emilem Meekiem. Ostatecznie na dwa dni przed tą galą federacja KSW za pośrednictwem mediów społecznościowych poinformowała fanów o kontuzji Meeka oraz ogłosiła nowego rywala dla Grzebyka, doświadczonego brazylijskiego specjalistę od zwycięstw przez poddania, Otona Jasse. Grzebyk zwyciężył przez nokaut w pierwszej rundzie, po tym jak trafił Jasse potężnym lewym ciosem na wątrobę.
W walce wieczoru gali KSW 82 zaplanowanej na 13 maja 2023 w warszawskim Studiu ATM podjął sklasyfikowanego na 2. miejscu rankingu KSW w wadze półśredniej Holendra, Briana Hooia. Zwyciężył jednogłośną decyzją sędziów, którzy punktowali 30-27, 30-27, 30-26. Pojedynek obu zawodników nagrodzono bonusem za walkę wieczoru.
16 grudnia 2023 na XTB KSW 89 w Arenie Gliwice, stoczył walkę z byłym zawodnikiem Cage Warriors, Madarsem Fleminasem. Wygrał jednogłośnie na kartach punktowych.
W walce wieczoru gali XTB KSW 94 miał zawalczyć w rewanżowym starciu z Adrianem Bartosińskim o jego pas mistrzowski KSW w wadze półśredniej. Starcie miało się odbyć się 11 maja 2024 w gdańsko-sopockiej Ergo Arenie. 6 maja tego samego roku, na konferencji prasowej poprzedzającej wydarzenie ogłoszono, że wypadł z walki z powodu kontuzji, a w jego miejsce wszedł Igor Michaliszyn.
Po jedenastu miesiącach od ostatniej stoczonej walki, kolejną stoczył 16 listopada 2024 na jubileuszowej gali XTB KSW 100, ponownie w Gliwicach. Rywalem „Double Champ'a” został niepokonany przed starciem Wiktor Zalewski. Grzebyk już w pierwszej rundzie znokautował Zalewskiego ciosem na wątrobę. Trzy dni później, Grzebyk otrzymał od organizacji swój drugi bonus za nokaut wieczoru. 
24 kwietnia 2025 w walce wieczoru gali XTB KSW 105 w PreZero Arena Gliwice, doszło ostatecznie do jego rewanżu z Adrianem Bartosińskim, którego stawką był pas wagi półśredniej. Ponownie uległ mistrzowi, jednak tym razem po pięciurundowej batalii werdyktem jednogłośnym. Pomimo porażki został nagrodzony bonusem za najlepszą walkę wieczoru. 

## Osiągnięcia i nagrody

### Mieszane sztuki walki
Amatorskie
- Amatorska Liga MMA
  - 2011: Mistrzostwa Polski Południowej ALMMA14 – I miejsce, kat. 96 kg[54]

Zawodowe
- 2017: Nagroda Złoty Laur 2017 (za zwycięską i waleczną walkę na gali FEN 18)[55]
- 2020: Herakles w kategorii Walka Roku 2019 (z Kamilem Gniadkiem)[56]
- 2021: Nagroda Złota Pięść PolishFighters w kategorii Postawa Roku 2020 (za I walkę z Mariusem Žaromskisem na KSW 56[57])
- Fight Exclusive Night
  - 2019: mistrz FEN w wadze półśredniej
  - 2018-2019: mistrz FEN w wadze średniej
- Konfrontacja Sztuk Walki
  - Bonus za nokaut wieczoru (dwa razy) vs. Marius Žaromskis (2021)[33], Wiktor Zalewski (2024)[50]
  - Bonus za walkę wieczoru (dwa razy) vs. Brian Hooi (2023)[42], Adrian Bartosiński (2025)[53]

## Lista zawodowych walk w MMA
| Wynik     | Bilans | Przeciwnik (bilans przed walką) | Rozstrzygnięcie                                | Runda | Czas | Rozgrywki                              | Data       | Miejsce    | Uwagi |
| --------- | ------ | ------------------------------- | ---------------------------------------------- | ----- | ---- | -------------------------------------- | ---------- | ---------- | --- |
|           |        | Muslim Tulszajew (13-3)         |                                                |       |      | XTB KSW 110: Grzebyk vs. Tulshaev      | 20.09.2025 | Rzeszów    | Limit umowny -79,8 kg. Main Event                                                                                                |
| Przegrana | 22-7   | Adrian Bartosiński (15-1)       | Decyzja (jednogłośna)                          | 5     | 5:00 | XTB KSW 105: Bartosiński vs. Grzebyk 2 | 26.04.2025 | Gliwice    | Pojedynek o pas mistrzowski KSW w wadze półśredniej. Bonus za walkę wieczoru. Main Event                                         |
| Wygrana   | 22-6   | Wiktor Zalewski (7-0)           | KO (cios na korpus)                            | 1     | 3:23 | XTB KSW 100: Khalidov vs. Bartosiński  | 16.11.2024 | Gliwice    | Bonus za nokaut wieczoru. |
| Wygrana   | 21-6   | Madars Fleminas (12-4)          | Decyzja (jednogłośna)                          | 3     | 5:00 | XTB KSW 89: Bartosiński vs. Parnasse   | 16.12.2023 | Gliwice    | |
| Wygrana   | 20-6   | Brian Hooi (19-9. 1NC)          | Decyzja (jednogłośna)                          | 3     | 5:00 | KSW 82: Hooi vs. Grzebyk               | 13.05.2023 | Warszawa   | Bonus za walkę wieczoru. Main Event                                                                                              |
| Wygrana   | 19-6   | Oton Jasse (21-8)               | KO (cios na korpus)                            | 1     | 4:21 | XTB KSW 77: Khalidov vs. Pudzianowski  | 17.12.2022 | Gliwice    | Limit umowny do 80 kg. |
| Przegrana | 18-6   | Tomasz Romanowski (15-8. 1NC)   | TKO (lewy sierpowy i ciosy pięściami)          | 1     | 3:53 | KSW 72: Romanowski vs. Grzebyk         | 23.07.2022 | Kielce     | Main Event |
| Przegrana | 18-5   | Adrian Bartosiński (11-0)       | Poddanie (dźwignia na kolano)                  | 2     | 0:33 | KSW 67: De Fries vs. Stosič            | 26.02.2022 | Warszawa   | Co-Main Event |
| Wygrana   | 18-4   | Marius Žaromskis (23-9)         | KO (prawy prosty i ciosy pięściami)            | 1     | 2:21 | KSW 62: Kołecki vs. Szostak            | 17.07.2021 | Warszawa   | Bonus za nokaut wieczoru. Co-Main Event                                                                                          |
| Przegrana | 17-4   | Marius Žaromskis (22-9)         | TKO (kontuzja nogi – złamanie)                 | 1     | 4:58 | KSW 56: Polska vs. Chorwacja           | 14.11.2020 | Łódź       | Eliminator do walki o pas mistrzowski KSW w wadze półśredniej. Nagroda Złota Pięść PolishFighters w kategorii Postawa Roku 2020. |
| Wygrana   | 17-3   | Tomasz Jakubiec (10-2)          | TKO (lewy prosty i ciosy pięściami w parterze) | 2     | 0:15 | KSW 53: Reborn                         | 11.07.2020 | Warszawa   | Debiut w KSW. Walka w wadze półśredniej.                                                                                         |
| Wygrana   | 16-3   | Robert Fonseca (12-3)           | TKO (uderzenia w parterze)                     | 1     | 0:18 | FEN 26: The Greatness                  | 12.10.2019 | Wrocław    | Obronił pas mistrzowski FEN w kategorii średniej.                                                                                |
| Wygrana   | 15-3   | Kamil Gniadek (13-5-1)          | KO (prawy hak na wątrobę)                      | 3     | 3:04 | FEN 24: All or Nothing                 | 16.03.2019 | Warszawa   | Zdobył pas mistrza FEN w wadze półśredniej. Bonus za walkę wieczoru. Herakles w kategorii Walka Roku 2019                        |
| Wygrana   | 14-3   | Wasyłyj Nowykow (15-11)         | TKO (ciosy pięściami)                          | 1     | 2:18 | XFN 14                                 | 18.11.2018 | Bratysława | |
| Wygrana   | 13-3   | Thiago Vieira (10-2)            | TKO (ciosy pięściami)                          | 3     | 4:58 | FEN 21: Grzebyk vs. Vieira             | 25.05.2018 | Wrocław    | Zdobył pas mistrza FEN w wadze średniej. Main Event                                                                              |
| Wygrana   | 12-3   | Anatołyj Łytwynow (5-0)         | TKO (kolana i ciosy pięściami)                 | 1     | 3:36 | FEN 20: Next Level                     | 10.03.2018 | Warszawa   | |
| Wygrana   | 11-3   | Marcin Naruszczka (18-7-1)      | Decyzja (jednogłośna)                          | 3     | 5:00 | FEN 18: Summer Edition                 | 12.08.2017 | Koszalin   | |
| Wygrana   | 10-3   | Florian Harringer (3-5)         | TKO (ciosy pięściami w parterze)               | 1     | ?    | Celtic Gladiator 11                    | 26.11.2016 | Kraków     | Debiut w Celtic Gladiator. Co-Main Event                                                                                         |
| Wygrana   | 9-3    | Aleksiej Riepałow (9-12)        | TKO (niezdolność do kontynuowania walki)       | 1     | 5:00 | FEN 14: Silesian Rage                  | 15.10.2016 | Katowice   | |
| Przegrana | 8-3    | Alessio Di Chirico (8-0)        | Decyzja (jednogłośna)                          | 3     | 5:00 | FEN 9: Go For It                       | 07.11.2015 | Wrocław    | Debiut w FEN. |
| Wygrana   | 8-2    | Michał Pietrzak (2-1)           | Decyzja (większościowa)                        | 3     | 5:00 | KOMMA 1                                | 13.09.2014 | Konin      | |
| Wygrana   | 7-2    | Mindaugas Veržbickas (8-2-1)    | Decyzja (jednogłośna)                          | 3     | 5:00 | Prime FC: Prime Challenge              | 11.05.2014 | Rzeszów    | |
| Wygrana   | 6-2    | Remigiusz Rajwa (0-1)           | TKO (ciosy pięściami)                          | 1     | 3:23 | MMA Challengers 9                      | 22.04.2014 | Katowice   | |
| Przegrana | 5-2    | Łukasz Bieńkowski (1-0)         | KO (ciosy)                                     | 1     | 3:40 | PLMMA 18 Extra / Prime FC 4            | 15.06.2013 | Rzeszów    | |
| Wygrana   | 5-1    | Kamil Szymuszowski (7-3)        | Decyzja (jednogłośna)                          | 3     | 5:00 | PLMMA 14: Extra                        | 19.04.2013 | Legionowo  | |
| Przegrana | 4-1    | Livio Victoriano (2-1)          | Decyzja (większościowa)                        | 3     | 5:00 | MMA Challengers 8                      | 12.01.2013 | Katowice   | |
| Wygrana   | 4-0    | Łukasz Nikołajczyk (1-2)        | Poddanie (dźwignia prosta na staw łokciowy)    | 2     | 2:00 | MMA Coloseum 12: The City of Kings     | 30.11.2012 | Kraków     | |
| Wygrana   | 3-0    | Patryk Kania (0-1-1)            | Poddanie (duszenie zza pleców)                 | 1     | 3:42 | MMA Night 2: The Countdown             | 13.10.2012 | Tarnów     | |
| Wygrana   | 2-0    | Damian Kubiak (1-0)             | Poddanie (duszenie gilotynowe)                 | 1     | 1:23 | MMA Night: The Beginning               | 10.03.2012 | Tarnów     | |
| Wygrana   | 1-0    | Władysław Kozuszny (0-0)        | KO (ciosy)                                     | 1     | 0:11 | MMA Coloseum 5: Fight Night            | 03.02.2012 | Jasło      | |